# باشگاه ورزشی بوآ
باشگاه ورزشی بوآ (انگلیسی: Boa Esporte Clube) یک باشگاه فوتبال برزیلی از ورگینها، ایالت مینا ژرایس است. این باشگاه در گذشته با نام باشگاه ورزشی ایتویوتابا شناخته می‌شد.

## افتخارات
- سری سی برزیل
  - قهرمان: ۲۰۱۶
  - نایب قهرمان:۲۰۱۰

## ورزشگاه
این باشگاه بازی‌های خانگی خود را در ورزشگاه مانیسیپال پرفیتو لوئیز دیلزون دی ملو، که معمولاً به عنوان ملائو شناخته می‌شود، انجام می‌دهد. این استادیوم در ورگینها، ایالت مینا ژرایس قرار دارد و حداکثر ظرفیت آن ۲۷۰۰۰ نفر است.
زمانی که نام آنها باشگاه ورزشی ایتویوتابا بود، این باشگاه بازی‌های خانگی خود را در ورزشگاه دا فازندینیا، واقع در ایتویوتابا انجام می‌داد. ظرفیت این ورزشگاه حداکثر ۳۸۴۰ نفر است.